# Seznam dílů seriálu Zpátky do práce
Toto je seznam dílů seriálu Zpátky do práce. Kanadský komediální televizní seriál Zpátky do práce (Workin' Moms) měl premiéru na stanici CBC Television. Celkem vzniklo 83 dílů v sedmi řadách. V Česku byl seriál zveřejněn na streamovací službě Netflix.

## Přehled řad
| Řada | Díly | Premiéra v Kanadě | Premiéra v Kanadě |
| Řada | Díly | První díl         | Poslední díl      |
| ---- | ---- | ----------------- | ----------------- |
| 1    | 13   | 10. ledna 2017    | 4. dubna 2017     |
| 2    | 13   | 19. prosince 2017 | 10. dubna 2018    |
| 3    | 13   | 10. ledna 2019    | 21. března 2019   |
| 4    | 8    | 18. února 2020    | 7. dubna 2020     |
| 5    | 10   | 16. února 2021    | 13. dubna 2021    |
| 6    | 13   | 4. ledna 2022     | 12. dubna 2022    |
| 7    | 13   | 3. ledna 2023     | 28. března 2023   |

## Seznam dílů

### První řada (2017)
| Č. v seriálu | Č. v řadě | Původní název         | Český název               | Režie             | Scénář            | Premiéra v Kanadě |
| ------------ | --------- | --------------------- | ------------------------- | ----------------- | ----------------- | ----------------- |
| 1            | 1         | Bare                  | Pilotní díl               | Catherine Reitman | Catherine Reitman | 10. ledna 2017    |
| 2            | 2         | Rules                 | Pravidla                  | Paul Fox          | Catherine Reitman | 17. ledna 2017    |
| 3            | 3         | Fem Card              | Ženská karta              | Aleysa Young      | Catherine Reitman | 24. ledna 2017    |
| 4            | 4         | Bad Help              | Špatná výpomoc            | Paul Fox          | Catherine Reitman | 31. ledna 2017    |
| 5            | 5         | Sophie's Choice-ish   | Tak trochu Sophiina volba | Paul Fox          | Diane Flacks      | 7. února 2017     |
| 6            | 6         | The Wolf & the Rabbit | Vlk a zajíc               | Aleysa Young      | Rebecca Kohler    | 14. února 2017    |
| 7            | 7         | Phoenix Rising        | Povstání fénixe           | Aleysa Young      | Ingrid Haas       | 21. února 2017    |
| 8            | 8         | Hoop Earring          | Nanuk a kruhová náušnice  | Aleysa Young      | Karen Moore       | 28. února 2017    |
| 9            | 9         | Tricky Nipple         | Zrádná bradavka           | Paul Fox          | Rebecca Kohler    | 7. března 2017    |
| 10           | 10        | The Coxswain          | Kormidelník               | Paul Fox          | Karen Moore       | 14. března 2017   |
| 11           | 11        | Bye Bye Kate          | Sbohem, Kate              | Paul Fox          | Rebecca Kohler    | 21. března 2017   |
| 12           | 12        | Merde                 | Sakra                     | Paul Fox          | Catherine Reitman | 28. března 2017   |
| 13           | 13        | Having It All         | Závěr                     | Paul Fox          | Catherine Reitman | 4. dubna 2017     |

### Druhá řada (2017–2018)
| Č. v seriálu | Č. v řadě | Původní název              | Český název             | Režie             | Scénář                              | Premiéra v Kanadě |
| ------------ | --------- | -------------------------- | ----------------------- | ----------------- | ----------------------------------- | ----------------- |
| 14           | 1         | 2005                       | 2005                    | Catherine Reitman | Catherine Reitman                   | 19. prosince 2017 |
| 15           | 2         | Good Mom                   | Dobrá máma              | Paul Fox          | Catherine Reitman                   | 9. ledna 2018     |
| 16           | 3         | The Sign                   | Znamení                 | Paul Fox          | Catherine Reitman                   | 16. ledna 2018    |
| 17           | 4         | The Holy Hole              | Holy Hole               | Paul Fox          | Hannah Cheesman a Catherine Reitman | 23. ledna 2018    |
| 18           | 5         | Consent                    | Souhlas                 | Molly McGlynn     | Robby Hoffman a Rebecca Kohler      | 30. ledna 2018    |
| 19           | 6         | Shame Spiral               | Spirála hanby           | Philip Sternberg  | Jillian Locke                       | 6. února 2018     |
| 20           | 7         | Retreat                    | Víkendovka              | Paul Fox          | Karen Moore a Kathleen Phillips     | 27. února 2018    |
| 21           | 8         | Red Handed                 | Při činu                | Catherine Reitman | Rebecca Kohler                      | 6. března 2018    |
| 22           | 9         | Spirit Animal              | Silové zvíře            | Aleysa Young      | Karen Moore                         | 13. března 2018   |
| 23           | 10        | Cuck                       | Paroháč                 | Aleysa Young      | Rebecca Kohler                      | 20. března 2018   |
| 24           | 11        | Trash Panda                | Mýval                   | Aleysa Young      | Karen Moore                         | 27. března 2018   |
| 25           | 12        | If Women Had to Give Birth | Kdyby ženy musely rodit | Aleysa Young      | Catherine Reitman                   | 3. dubna 2018     |
| 26           | 13        | Look Back                  | Vzpomínání              | Catherine Reitman | Catherine Reitman                   | 10. dubna 2018    |

### Třetí řada (2019)
| Č. v seriálu | Č. v řadě | Původní název       | Český název            | Režie             | Scénář                          | Premiéra v Kanadě |
| ------------ | --------- | ------------------- | ---------------------- | ----------------- | ------------------------------- | ----------------- |
| 27           | 1         | Birth Daze          | Sen o zrození          | Catherine Reitman | Catherine Reitman               | 10. ledna 2019    |
| 28           | 2         | Of Rights And Men   | O právech a lidech     | Philip Sternberg  | Jillian Locke                   | 10. ledna 2019    |
| 29           | 3         | Daddy's Home        | Táta je doma           | Philip Sternberg  | Kathleen Phillips               | 17. ledna 2019    |
| 30           | 4         | Training Day        | Trénink                | Philip Sternberg  | Monica Heisey                   | 24. ledna 2019    |
| 31           | 5         | Stand for Something | Stůj si za svým        | Philip Sternberg  | Rob Baker a Adam Cawley         | 31. ledna 2019    |
| 31           | 6         | Narls In Charge     | Narls to má pod palcem | Philip Sternberg  | Daniel Gold a Catherine Reitman | 7. února 2019     |
| 33           | 7         | Revenge Fantasy     | Fantazírování o pomstě | Yael Staav        | Jillian Locke                   | 14. února 2019    |
| 34           | 8         | Girl's Trip         | Dámská jízda           | Yael Staav        | Monica Heisey                   | 21. února 2019    |
| 35           | 9         | Guns 'n' Deception  | Zbraně a podraz        | Yael Staav        | Kathleen Phillips               | 28. února 2019    |
| 36           | 10        | Creamed             | Bitva                  | Renuka Jeyapalan  | Daniel Gold a Catherine Reitman | 7. března 2019    |
| 37           | 11        | Business Boyz       | Kravaťáci              | Renuka Jeyapalan  | Rob Baker a Adam Cawley         | 14. března 2019   |
| 38           | 12        | Two Paths           | Dvě cesty              | Renuka Jeyapalan  | Catherine Reitman               | 21. března 2019   |
| 39           | 13        | What's It Gonna Be? | Co to bude             | Catherine Reitman | Catherine Reitman               | 21. března 2019   |

### Čtvrtá řada (2020)
| Č. v seriálu | Č. v řadě | Původní název                | Český název               | Režie             | Scénář            | Premiéra v Kanadě |
| ------------ | --------- | ---------------------------- | ------------------------- | ----------------- | ----------------- | ----------------- |
| 40           | 1         | Charade                      | Šaráda                    | Catherine Reitman | Catherine Reitman | 18. února 2020    |
| 41           | 2         | Black Sheep                  | Černá ovce                | Philip Sternberg  | Jillian Locke     | 25. února 2020    |
| 42           | 3         | The Man in the Mexican Mask  | Muž v mexické masce       | Philip Sternberg  | Kathleen Phillips | 3. března 2020    |
| 43           | 4         | No One's Coming              | Nikdo nepřijde            | Philip Sternberg  | Daniel Gold       | 10. března 2020   |
| 44           | 5         | To Lure a Squirrel           | Jak přilákat veverku      | Joyce Wong        | Daniel Gold       | 17. března 2020   |
| 45           | 6         | Lice                         | Vši                       | Joyce Wong        | Kathleen Phillips | 24. března 2020   |
| 46           | 7         | Bad Reputation               | Špatná pověst             | Joyce Wong        | Jillian Locke     | 31. března 2020   |
| 47           | 8         | Charlie and the Weed Factory | Karlík a továrna na trávu | Joyce Wong        | Catherine Reitman | 7. dubna 2020     |

### Pátá řada (2021)
| Č. v seriálu | Č. v řadě | Původní název                | Český název                      | Režie          | Scénář            | Premiéra v Kanadě |
| ------------ | --------- | ---------------------------- | -------------------------------- | -------------- | ----------------- | ----------------- |
| 48           | 1         | The Carlsons Move to Calgary | Carlsonovi se stěhují do Calgary | Mars Horodyski | Catherine Reitman | 16. února 2021    |
| 49           | 2         | Mama Mia Meatboy             | Společník na večer               | Mars Horodyski | Daniel Gold       | 23. února 2021    |
| 50           | 3         | Pleasure Yourself            | Udělej si radost                 | Aleysa Young   | Karen Moore       | 2. března 2021    |
| 51           | 4         | A Rat, Girl                  | Krysí holka                      | Aleysa Young   | Daniel Gold       | 9. března 2021    |
| 52           | 5         | Mother Knows Breast          | Podcast                          | Mars Horodyski | Jessie Gabe       | 16. března 2021   |
| 53           | 6         | Finger in the Butt           | Prst v zadku                     | Mars Horodyski | Linsey Stewart    | 23. března 2021   |
| 54           | 7         | Launch Pad to Trash Hole     | Odpalovací rampa i propast       | Mars Horodyski | Karen Moore       | 30. března 2021   |
| 55           | 8         | Punch Dad                    | Fackovací táta                   | Aleysa Young   | Linsey Stewart    | 6. dubna 2021     |
| 56           | 9         | Blue Angel                   | Modrej anděl                     | Aleysa Young   | Jessie Gabe       | 13. dubna 2021    |
| 57           | 10        | Fack                         | FACK                             | Aleysa Young   | Daniel Gold       | 13. dubna 2021    |

### Šestá řada (2022)
| Č. v seriálu | Č. v řadě | Původní název                    | Český název                | Režie          | Scénář                        | Premiéra v Kanadě |
| ------------ | --------- | -------------------------------- | -------------------------- | -------------- | ----------------------------- | ----------------- |
| 58           | 1         | Kate Fosters                     | Pěstounka Kate             | Yael Staav     | Jessie Gabe                   | 4. ledna 2022     |
| 59           | 2         | Warm Lunch                       | Teplý oběd                 | Yael Staav     | Daniel Gold                   | 11. ledna 2022    |
| 60           | 3         | Bye Bye Goldie                   | Sbohem, Goldie             | Yael Staav     | Linsey Stewart                | 18. ledna 2022    |
| 61           | 4         | The Big One                      | Životní zlom               | Yael Staav     | Aidan O'Loughlin              | 25. ledna 2022    |
| 62           | 5         | Jazz Addict                      | Fanda do jazzu             | Mars Horodyski | Karen Moore                   | 1. února 2022     |
| 63           | 6         | Oh. Ohh. Ohhh.                   | Hmmmm!                     | Mars Horodyski | Sasha Leigh Henry             | 22. února 2022    |
| 64           | 7         | Goin' Fishin'                    | Hoď to za hlavu            | Mars Horodyski | Jessie Gabe a Masooma Hussain | 1. března 2022    |
| 65           | 8         | Poke the Bear                    | Neprovokuj!                | Mars Horodyski | Linsey Stewart                | 8. března 2022    |
| 66           | 9         | Buried                           | Do hrobu                   | Mars Horodyski | Enuka Okuma                   | 15. března 2022   |
| 67           | 10        | Bachelorette, But Make it Spooky | Strašidelná rozlučka       | Peter Huang    | Karen Moore                   | 22. března 2022   |
| 68           | 11        | The Break                        | Co je moc, to je moc       | Yael Staav     | Jessie Gabe                   | 29. března 2022   |
| 69           | 12        | The Scary Things                 | To, co nás děsí            | Yael Staav     | Daniel Gold                   | 5. dubna 2022     |
| 70           | 13        | Grow If You Want                 | Nechci ti bránit v rozletu | Yael Staav     | Catherine Reitman             | 12. dubna 2022    |

### Sedmá řada (2023)
| Č. v seriálu | Č. v řadě | Původní název               | Český název             | Režie         | Scénář            | Premiéra v Kanadě |
| ------------ | --------- | --------------------------- | ----------------------- | ------------- | ----------------- | ----------------- |
| 71           | 1         | Ohmygodohmygodohmygod       | Panebože, panebože!     | Yael Staav    | Jessie Gabe       | 4. ledna 2023     |
| 72           | 2         | A Hoot and a Scream         | Děsná psina             | Yael Staav    | Daniel Gold       | 10. ledna 2023    |
| 73           | 3         | I Got This                  | To zvládnu              | Jessie Gabe   | Aidan O'Loughlin  | 17. ledna 2023    |
| 74           | 4         | Funny Business              | Vylomeniny              | Jessie Gabe   | Masooma Hussain   | 24. ledna 2023    |
| 75           | 5         | The Sterilizer              | Kastrátorka             | Yael Staav    | Linsey Stewart    | 31. ledna 2023    |
| 76           | 6         | It's Five o'Clock Somewhere | Dneska v pět            | Yael Staav    | Enuka Okuma       | 7. února 2023     |
| 77           | 7         | It's All Gone               | Okno                    | Romeo Candido | Karen Kicak       | 14. února 2023    |
| 78           | 8         | Fast and Soft               | Rychle a něžně          | Jessie Gabe   | Linsey Stewart    | 21. února 2023    |
| 79           | 9         | Old Sloane                  | Stará Sloane            | Jessie Gabe   | Enuka Okuma       | 28. února 2023    |
| 80           | 10        | The Proposal                | Návrh                   | Dani Kind     | Jessie Gabe       | 7. března 2023    |
| 81           | 11        | Two Steve Jobs              | Steve Jobs a Steve Jobs | Yael Staav    | Karen Kicak       | 14. března 2023   |
| 82           | 12        | Fun Fair                    | Pouť                    | Romeo Candido | Daniel Gold       | 21. března 2023   |
| 83           | 13        | The End                     | Konec                   | Yael Staav    | Catherine Reitman | 28. března 2023   |